# Hans Moritz von Brühl (Oberhofmarschall)
Hans Moritz von Brühl (* 23. November 1665 in Gangloffsömmern; † 25. September 1727 ebenda) war Geheimer Rat und Oberhofmeister des Herzogs von Sachsen-Weißenfels und Oberhauptmann des Fürstentums Sachsen-Querfurt und der Thüringer Landesportion.

## Leben
Er war der Sohn von Hans Moritz von Brühl (* 14. September 1614), der am 7. Dezember 1694 in Gangloffsömmern starb, und der Sabine Eleonore von Witzleben (* 21. April 1634; † 16. Februar 1668). Da sein Bruder Heinrich Dietrich von Brühl seit der Schlacht bei Fleurus (1690) als vermisst galt, erbte er das väterliche Rittergut in Gangloffsömmern.
Im Jahre 1716 wurde er zum Wirklichen Geheimen Rat und Vizekammerpräsident am Hofe von Sachsen-Weißenfels ernannt.
Er heiratete Erdmuthe Sophia von der Heyde (* 9. November 1669; † 24. März 1702), eine Tochter des königlich schwedischen und kursächsischen Obersts Georg Peter von der Heyde auf Chemnitz und der Johanna Magdalena von Reiboldt. Zu seinen Kindern zählen Hans Moritz von Brühl (General), Friedrich Wilhelm von Brühl, Johann Adolph von Brühl sowie Heinrich von Brühl.
Seine Tochter Johanne Eleonore (1697–1739) heiratete 1726 Erich Volkmar von Berlepsch (1707–1749), Erb-, Lehn- und Gerichtsherr in Urleben.
Sein Wohnhaus, das 1709 errichtete Hofmarschallhaus in Weißenfels, wird derzeit saniert.